# 800!
1. redirect penderie